# مردان-ایکس غیرطبیعی
مردان-ایکس غیرطبیعی (به انگلیسی: Uncanny X-Men) که ابتدا با عنوان مردان-ایکس منتشر می‌شد، یک مجموعه کتاب کامیک آمریکایی که از سال ۱۹۶۳ توسط شرکت مارول کامیکس به چاپ می‌رسد، و به عنوان طولانی‌ترین مجموعه در فرنچایز کامیک‌های مردان-ایکس به‌شمار می‌رود. این مجموعه دارای ویژگی‌هایی از قبیل یک تیم ابرقهرمان به نام مردان ایکس است، گروهی از انسان‌های جهش‌یافته تحت تعلیم و به رهبری پروفسور ایکس که هر کدام توانایی‌های ویژه‌ای دارند. پنج شخصیت اصلی معرفی شده در اولین شماره مجموعه شامل سایکلاپس، بیست، مرد یخی، فرشته و مارول گرل بودند، که همراه با مدرس آن‌ها پروفسور ایکس و همچنین دشمن دیرینهٔ او مگنیتو حضور داشتند.
این عنوان توسط استن لی و جک کربی خلق شد و با استقبال قابل قبولی مواجه شد، اما در نهایت در سال ۱۹۷۰ لغو گردید. علاقه برای شروع مجدد مجموعه در سال ۱۹۷۵ با «جاینت-سایز ایکس-من»، و با تشکیل یک تیم جدید بین‌المللی شعله‌ور شد. تحت رهنمودهای دیو کاکرام و کریس کلیرمونت، که پس از ۱۶ سال کار محدود، یکبار دیگر در اوت ۱۹۷۵ با عنوان مردان-ایکس غیرطبیعی شمارهٔ ۹۴ شروع کردند، و این مجموعه به محبوبیتی جهانی دست یافت و بالاخره یک فرنچایز بزرگ با مشتقات متعددی را به وجود آورد که از آن جمله می‌توان به: جهش‌یافته‌های جدید، ایکس-فکتور، اکس‌کالیبور، ایکس-فورس و نسل ایکس اشاره کرد.